# Acantilados de Bandiagara
Los Acantilados de Bandiagara, en Malí, es una fractura geológica de aproximadamente 200 km de extensión. Localizada entre la sabana y la planicie del río Níger. Fue declarado Patrimonio de la Humanidad por la Unesco en el año 1989.
Servía como refugio natural para los dogón, sus paredes escarpadas de roca ofrecían protección y abrigo, por camuflar perfectamente las casas de los dogón. Construidas de mezcla de arcilla, paja y excremento de bovino, eran y todavía lo son casi indistinguibles en la distancia. Ese mimetismo, nada casual, en una región belicosa, era ideal. Elevadas junto a las paredes más altas del precipicio, estas viviendas solo eran accesibles a través de la escalada de la roca (algunas todavía lo son), sobre todo aquellas que servían de objeto para la ocupación inicial. El terreno, aquí y allí esparcido de piedras sueltas, dificultaban la esclavización de sus miembros por grupos de caballería. Desde lo alto del precipicio la vista privilegiada señalizaba la aproximación de la amenaza, cuando todavía podía ser evitada, o su impacto minimizado.

## Historia

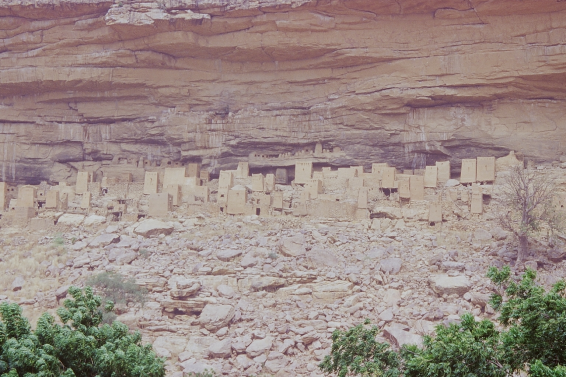
Vista del acantilado de Bandiagara.

Los dogón llegaron al escarpe hacia el siglo XV, el período de expansión del Imperio de Malí, pero el lugar estaba habitado por otros pueblos. Hay registros de habitantes en el acantilado desde 3000 años a. C. Los Tellem, que fueron asimilados por los dogón por influencias recíprocas u obligados a desplazarse, dejaron —además de otros— el gran legado de las cavernas. En ellas se encuentra el lugar más sagrado para los dogón, albergando sepulturas en los puntos más verticales del precipicio. Fueron erigidas en los puntos más inaccesibles, solo al alcance de los más hábiles escaladores por medio de cuerdas hechas de la fibra del baobab.
En la zona tuvo estudio Miquel Barceló.